# Media Composer
 (février 2016).
Si vous disposez d'ouvrages ou d'articles de référence ou si vous connaissez des sites web de qualité traitant du thème abordé ici, merci de compléter l'article en donnant les références utiles à sa vérifiabilité et en les liant à la section « Notes et références ».

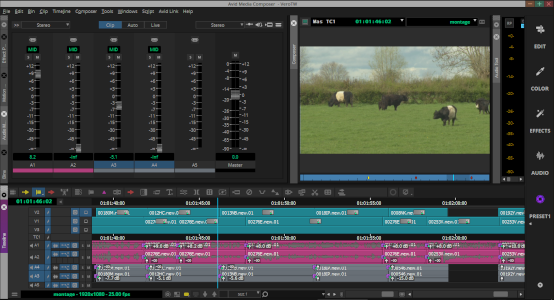
Capture d'écran de Media Composer 2024.2

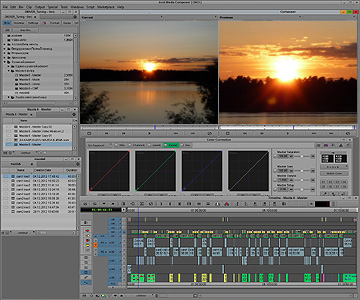
Interface de Media Composer en 2016, avant sa refonte graphique en Juin 2019

Media Composer est un système de montage non linéaire, produit par la société Avid Technology et fonctionnant sur MacOS et Microsft Windows. Il est utilisé dans le monde professionnel, aussi bien pour la télévision que dans le cinéma. Il est capable de lire les fichiers 4K de façon native depuis 2014, et supporte aujourd’hui la 8K.

## Histoire
Fondée à l'origine par William J. Warner, Media Composer est sorti en 1989 sur le Macintosh II en tant que système de montage « off-line ». Depuis ce temps, les outils de l'application ont été améliorés pour permettre le montage de films, en définition standard (SD), haute définition (HD, Full HD, 2K) et très haute définition (UHD, 4K et +) pour le montage et le mastering.
En avril 1988 le directeur marketing d’Apollo Computer, Inc., William J. Warner, crée le prototype du premier système de montage virtuel de la société (Avid/1 Media Composer) et le présente dans une suite privée du National Association of Broadcasters (NAB), un salon américain des professionnels de l’audiovisuel.
En juin 1989, le premier système Avid vendu aux États-Unis est acheté par Alan Miller, du Rebo Studio de New York . Il testera le logiciel, à l'époque en version bêta jusqu’à sa version définitive en décembre 1989.
Au début des années 1990, les produits de l'entreprise Avid commencent à remplacer les tables de montage, permettant ainsi aux monteurs de film de faire leur travail avec une plus grande souplesse.
Début 1992, à l’occasion des jeux olympiques d’Albertville, Luc Besson réalise la première publicité télévisée montée entièrement sur AVID en France, Le film est monté par Sylvie Landra, première monteuse française formée sur Avid par la société Macsys. C’est encore le cinéaste Luc Besson qui réalise, Léon, le premier long métrage de cinéma entièrement monté sur Avid,. Luc Besson monte ensuite tous ses films à l’aide des outils Avid.
En 1996, le film Le Patient anglais d’Anthony Minghella, monté par Walter Murch sur Media composer, remporte l'oscar du meilleur montage. C’est le premier prix donné à un film monté sur un système numérique.

## Contenus
La version actuelle de Media Composer (MCSoft) a les outils principaux suivants :
- Animatte ;
- 3D Warp ;
- Paint :
- Live Matte Key ;
- Tracker ;
- Timewarps with motion estimation (FluidMotion) ;
- SpectraMatte (high quality chroma keyer ;
- Color Correction toolset.

Aussi inclus avec Media Composer v3 :
- Boris BCC 5 : transitions, effets et filtres ;
- Avid FX : logiciel de compositing 2D et 3D pour le titrage (Boris RED) ;
- Sorenson Squeeze 5 : suite de compression vidéo ;
- SonicFire Pro 4.5 : logiciel de son ;
- Sonic DVDit : logiciel d'authoring (Windows seulement).

## Type de licence
Il existe quatre versions de Media Composer.
Media Composer First est une version gratuite du logiciel qui est limité en nombre piste audio et vidéo ainsi qu'en nombre de chutier utilisable au sein d'un même projet.
Media Composer, Media Composer Ultimate, et Media Composer Enterprise sont des versions payantes chacune incluant respectivement l'accès à davantage de fonctionnalités.

## Caractéristiques techniques
Avid Media Composer prend en charge de nombreux codec, comme par exemple le ProRes, le DNxHD, ou le AVC-Intra.
Avid Technology recommande un ordinateur équipé d'un minimum de 16 Go RAM et d'un processeur d'au moins quatre cœur pour faire fonctionner Media Composer. Par contre, si l'on souhaite avoir des projets en 8K, il faudra au moins 128 Go et processeur de 64 cœur ainsi qu'une carte graphique Nvidia ou AMD.

## Historique
| Année          | OS                       | Version | Commentaire/changements |
| -------------- | ------------------------ | ------- | --- |
| 1989           | Macintosh                | Avid/1  | Premier Avid. Devient Media Composer |
| 1995           | Mac OS 7.5               | 5.5     | Dernière version à tourner sur du matériel m68k |
| 1999           | Mac OS 7.6 to 8.6        | 7.2     | Dernière version sur du matériel ABVB. |
| 1999           | Mac OS 8.5.1             | 8.0     | Première version Meridien. SD sans compression. |
| 1999           | Windows NT               | 9.0     | Premier Media Composer qui sort sur Windows NT 4.0 (Meridien) |
| 2000           | WinNT/Mac OS9            | 10.0    | SD 24p |
| 2001           | Win2K/Mac OS9            | 10.5    | Version pour Windows 2000 |
| 2002           | Win2K/Mac OS9            | 11.0    | Marquée intégré (Windows only) |
| Février 2003   | Mac OS X                 | 11.7    | Première version pour Mac OS X |
| Mai 2003       | WinXP/Mac OS X           | 1.0     | Première version de Media Composer Adrenaline |
| Novembre 2003  | Win2K/Mac OS X           | 12.0    | Dernière version de Media Composer on Meridien hardware |
| Septembre 2004 | WinXP/Mac OS X           | 1.5     | MXF support, Marquee on Mac |
| Décembre 2004  | WinXP/Mac OS X           | 2.0     | Support de la HD, 10-bit, SpectraMatte keyer, AVX2 |
| Mars 2005      | WinXP/Mac OS X           | 2.1     | P2, XDCam |
| Décembre 2005  | WinXP/Mac OS X           | 2.2     | HDV |
| Juin 2006      | WinXP/Mac OS X           | 2.5     | HD sur Mac, Media Composer soft, Mojo and Mojo SDI support, XDCam HD, Tracker |
| Septembre 2006 | WinXP/Mac OS X           | 2.6     | Interplay, Color Safe Limiter effect |
| Mai 2007       | WinXP/Mac OS X           | 2.7     | MacPro (Intel) support, ScriptSync, P2 / XDCam writeout |
| Décembre 2007  | WinXP/Mac OS X           | 2.8     | VC-1/MXF (SMPTE 421M), WMV import |
| Juin 2008      | WinXP & Vista / Mac OS X | 3.0     | 'DX' hardware support |
| Septembre 2008 | WinXP & Vista / Mac OS X | 3.05    | XDCAM 50mb, DNA pour MacOS 10.5.5, RED workflow |
| Décembre 2008  | WinXP & Vista / Mac OS X | 3.1     | Option Vidéo Satellite pour ProTools |
| Mars 2009      | WinXP & Vista / Mac OS X | 3.5     | Avid Media Access (AMA) pour un meilleur[évasif] workflow basé sur des fichiers, FluidStabilizer, Keyframeable Color. Correction, Native XDCAM EX support, Stereoscopic support, activation logicielle, Version d'essai de 14 jours téléchargeable[non pertinent]. La version Mac devient "intel only". |
| Septembre 2009 | WinXP & Vista / Mac OS X | 4.0     | |

## Quelques films montés avec Avid Media Composer
- Pulp Fiction (1994)
- Le Patient anglais[5] (1996)
- Game of Thrones (série télévisée, 2011)
- Star Wars, épisode VII : Le Réveil de la Force (2015)
- Mad Max: Fury Road (2015)
- Seul sur Mars (2015)
- Bohemian Rhapsody (2018)[2]
- Captain Marvel (2019)
- Top Gun: Maverick (2022)[10]
- Dune, deuxième partie (2024)[11]